# شهرستان همدان
شهرستان همدان شهرستان همدان با ۳٬۵۲۱ کیلومتر مربع وسعت و متوسط ارتفاع ۱٬۸۲۰ متر بالاتر از سطح دریا، نخستین قطب جمعیتی استان همدان محسوب می‌شود. این شهرستان یکی از ۱۰ شهرستان استان همدان به مرکزیت شهر همدان است. جمعیت این شهرستان بالغ بر ۶۵۱٬۸۲۰ نفر در سال ۱۳۹۵ می‌باشد و از دو بخش و ۹ دهستان تشکیل شده است.

## تقسیمات کشوری
- بخش مرکزی
  - دهستان ابرو
  - دهستان الوندکوه شرقی
  - دهستان الوندکوه غربی
  - دهستان سنگستان
  - دهستان گنبد
  - دهستان هگمتانه

نقاط شهری: همدان، مریانج و جورقان.
- بخش شرا
  - دهستان جیحون دشت
  - دهستان چاه دشت
  - دهستان شوردشت

نقاط شهری: قهاوند

## آب‌وهوا و مشخصات جغرافیایی
شهرستان همدان با وسعتی حدود ۴٬۱۱۸ کیلومتر مربع، از خط‌الرأس رشته کوه الوند تا مرزهای شرقی استان کشیده شده است. 

کتیبه‌های فارسی باستان به خط میخی از داریوش بزرگ و خشایارشا، گنجنامه در همدان

شرقی‌ترین نقطهٔ این شهرستان ۴۹ درجه و ۲۷ دقیقه، و غربی‌ترین آن ۴۸ درجه و ۲۰ دقیقه از نصف‌النهار گروینچ فاصله دارد و در حد فاصل ۳۴ درجه و ۳۵ دقیقه، تا ۳۵ درجه عرض شمالی واقع شده است.
شهرستان همدان، از شمال به شهرستان‌های فامنین و کبودراهنگ، از جنوب به تویسرکان و ملایر، از شرق به استان مرکزی و از غرب به شهرستان بهار محدود می‌شود. شهر همدان به عنوان مرکز شهرستان، با ارتفاع ۱٬۸۵۰ متر، در ۲۷۱ کیلومتری جنوب غربی تهران، در کوه‌پایهٔ شمالی الوند، سر راه تهران به سنندج و کرمانشاه قرار دارد.
در جنوب شهرستان همدان، ارتفاعات کوهستان الوند قرار دارد، که خط‌الرأس این ارتفاعات مرز طبیعی شهرستان‌های همدان و تویسرکان را تشکیل می‌دهد و دشت‌های همدان، قهاوند، دشت نشر و قسمتی از دشت رزن - فامنین در حد فاصل این ارتفاعات قرار گرفته‌اند.
بلندترین نقطهٔ شهرستان همدان در قلهٔ الوند با ارتفاع ۳٬۵۸۴ متر و پست‌ترین نقطهٔ آن زمین‌های «عمرآباد» با ارتفاع ۱٬۶۰۰ متر است، که محل خروج رود قره‌چای است. متوسط ارتفاع این شهرستان نیز از سطح دریا حدود ۱٬۸۵۰ متر است.
این شهرستان بر اساس سرشماری عمومی سال ۱۳۷۵ دارای ۵۶۳٬۴۶۶ نفر جمعیت و تراکم نسبی ۱۳۶٫۸ در هر کیلومتر می‌باشد و از چهار شهر همدان، مریانج، جورقان و قهاوند و ۲ بخش و ۹ دهستان تشکیل شده‌است.

## زبانها و لهجه‌ها
مردم شهرستان همدان به فارسی تکلم می‌کنند. گویش اکثریت مردم شهر همدان، فارسی با لهجه همدانی است.در سایر شهرها و روستاهای شهرستان به زبان‌های ترکی آذربایجانی و لری تکلم می‌کنند.اکثریت فارسی زبانان در این شهرستان سکونت دارند به‌ طوری که حدود ۸۰ درصد فارس، ۱۲ درصد ترک، ۵ درصد لر و لک و ۳ درصد کرد ساکن این شهرستان هستند.